# Marmalade
Marmalade es un grupo de música pop rock de Glasgow (Reino Unido), formado originalmente en 1960 como los Gaylords, y algo más tarde como Dean Ford and the Gaylords. En 1966 cambiaron el nombre del grupo a The Marmalade. El periodo de más éxito del grupo en las listas de Reino Unido fue entre 1968 y 1972. Desde principio de los años setenta, después que los miembros originales comenzaron a irse del grupo, la banda evolucionó con algunos cambios y a día de hoy sigue girando en circuitos que gustan de la nostalgia. Con la salida de Graham Knight, en septiembre de 2010, el grupo ya no tiene ningún miembro de la formación original.

## Historia

### Los Gaylords
Los Gaylords (así llamados por la notoria banda callejera de posguerra Chicago Gaylords) se formaron originalmente por Pat Fairley y Billy Johnston en Baillieston, un suburbio del Este de Glasgow, en 1961. Su formación original incluía a Tommy Frew (batería), Pat McGovern (guitarra principal) y Wattie Rodgers (voces). William Junior Campbell se unió en su 14 cumpleaños, el 31 de mayo de 1961, para reemplazar a McGovern, y Rodgers también fue reemplazado, inicialmente por dos nuevos cantantes principales, Billy Reid y Tommy Scott, si bien Reid abandonó pronto, dejando a Scott como único líder. Bill Irving, del grupo de Baillieston The Cadillacs, se encargó de las labores de Johnston al bajo.
El grupo comenzó a ganar popularidad y en 1963 Thomas McAleese (que había adaptado el nombre artístico de Dean Ford) reemplazó a Scott como voz principal. Así fue como se convirtieron en Dean Ford and The Gaylords. Raymond Duffy, del grupo de Glasgow The Escorts, se unió a la batería tras la partida de Frew. Por unos meses tuvieron un organista, Davey Hunter. A principios de 1965, Graham Knight, del grupo local The Vampires, sustituyó a Irving al bajo.
Confirmando su popularidad en Escocia, y con Billy Grainger como mánager, a principios de 1964 fueron promocionados por el periodista musical escocés Gordon Reid, lo que los llevó a firmar un contrato para Columbia (EMI) por Norrie Paramor tras algunas audiciones en el Locarno Ballroom de Glasgow. Se fueron a grabar cuatro sencillos, incluyendo una versión del éxito de 1963 de Chubby Checker «Twenty Miles», que vendió bien a nivel local pero no consiguió introducirse en la lista de éxitos musicales nacional. Las ediciones de Columbia, aunque no viene así acreditado, fueron producidas por Bob Barratt, productor de la plantilla de EMI, con Norrie Paramor como productor ejecutivo. Paramor tocó la celesta en «What's The Matter With Me», la cara B de «Twenty Miles».
Aunque el grupo estaba bien visto en Escocia y a pesar de ser nombrados 'Mejor grupo de Escocia', decidieron probar éxito en el Reino Unido.
En 1965 tocaron una larga temporada por Alemania en el Storyville de Colonia y también en Duisburgo, antes de mudarse a Londres donde cambiarían tanto de mánager como de agencia de representación, debido a que Grainger decidió permanecer en Escocia.

### Cambio de nombre y la época CBS
Por recomendación de The Tremeloes, que los habían visto en Escocia, The Gaylords fueron invitados a unirse a la agencia radicada en Londres Starlite Artistes, que pertenecía a Peter Walsh. Comenzaron entonces a forjarse una reputación en los clubes como banda cercana y de armonía cerrada y en 1966, encontrándose en el medio de la escena de la swinging London de los años sesenta, decidieron cambiar su imagen e instrumentación. Con el consejo de su nuevo mánager, cambiaron el nombre del grupo a The Marmalade, y quitando luego el «The».
Inusualmente, tuvieron dos bajistas, Graham Knight con un bajo eléctrico normal de 4 cuerdas y Pat Fairley con un bajo de 6 cuerdas (Fairley había dejado la guitarra rítmica que era estándar en las bandas de rock de principios de los sesenta).
Con su contrato con la EMI Columbia llegando a su fin, Walsh con la ayuda de John Salter, su agente de talentos, consiguió un contrato para la CBS Records con el productor Mike Smith, ques estaba teniendo un gran éxito con The Tremeloes, ahora compañeros de agencia. Pero sus primeros sencillos para la CBS también fallaron en lograr entrar en las listas de éxitos en el Reino Unido. El batería Ray Duffy (que más tarde tocaría con Matthews Southern Comfort y Gallagher and Lyle) dejó el grupo en 1966 para regresar a Escocia y casarse justo después de su primer lanzamiento con CBS, «Its All Leading up to Saturday Night». El excartero Alan Whitehead se convirtió en su nuevo batería, debutando en el siguiente sencillo del grupo, «Can't Stop Now», que no tuvo buenas ventas a pesar de tocarla en el programa de televisión The Fantasist, escrito por Alun Owen para la serie Theatre 625 de la BBC Two. Su tercer sencillo para la CBS, escrito por Campbell y Ford, «I See The Rain», fue considerado por Jimi Hendrix como «la mejor canción de 1967». Se convirtió en un éxito en Holanda ese mismo año. Graham Nash de The Hollies contribuyó a la sesión, pero no llegó a entrar en las listas de Reino Unido a pesar de que el tema, con su feeling distintitivo de los años sesenta, ha alcanzado ya un estatus de culto y ha sido recuperada recientemente por artistas como Susanna Hoffs de The Bangles y Matthew Sweet en su disco conjunto de 2006 Under the Covers, Vol. 1.
El 19 de enero de 1967 fue un punto y seguido en el progreso de la banda, cuando hicieron su debut en el Club Marquee de Londres, donde telonearon a Pink Floyd.
Dos semanas después, el 3 de febrero de 1967, fueron teloneros de The Action. Tras esto, nunca volvieron a ser teloneros de nadie en el Marquee y el 16 de marzo de 1967 comenzaron una larga estancia en el club, que los llevó al Otoño del año siguiente, creándose una reputación y consiguiendo cierto seguimiento, logrando girar con The Who, Joe Cocker, Traffic, Gene Pitney y The Tremeloes. El culmen llegó en la aparición veraniega en el Windsor Jazz and Rock Festival de 1967, precediendo directamente en el escenario a Jerry Lee Lewis.
CBS, preocupados por la falta de éxito comercial del grupo, amenazaron con despedirles si no tenían ningún éxito. Por lo que tras el fallo de otro sencillo escrito por ellos ese mismo año, «Man in a Shop», se les urgió a grabar material más orientado a las listas. Rechazaron «Everlasting Love», que se convirtió en N.º 1 para el grupo Love Affair, pero por presión grabaron «Lovin' Things», escrito por Artie Schroeck y Jet Loring en 1967 y arreglado por Keith Mansfield para Marmalade. Llegó al N.º 6 en la lista de éxitos del Reino Unido en el verano de 1968.
Este tema fue versionado por The Grass Roots en los Estados Unidos en 1969, usando prácticamente los mismos arreglos. El álbum debut de Marmalade, There's A Lot Of It About, incluía algunos de sus sencillos y alguna versión de canciones populares, y fue editado en 1968. Marmalade además hizo un cameo al aparecer en la pantalla grande en la película Subterfuge ese mismo año.
Tras un éxito menor con su siguiente sencillo «Wait For Me Mary-Anne» (escrito por Alan Blaikley y Ken Howard), que llegó al N.º 30, consiguieron su mayor éxito en Reino Unido con la versión de The Beatles «Ob-La-Di, Ob-La-Da», que llegó al N.º 1 en enero de 1969.
Como primer grupo escocés en llegar a ese puesto en la lista, en la semana en la que llegaron a la cumbre, lo celebraron con una aparición en el programa musical de la BBC One Top of the Pops vestidos con kilts. Su versión de «Ob-La-Di, Ob-La-Da» vendió alrededor de medio millón de copias en Reino Unido, y llegaron a un millón de copias en abril de 1969. A este siguió otro éxito, «Baby Make It Soon» (escrito por Tony Macaulay), que llegó a N.º 9 en el verano de 1969.
En febrero de 1969, el grupo apareció en el programa insignia de la BBC, Colour Me Pop (precursor del programa The Old Grey Whistle Test) con una actuación de media hora. Aparecieron también en la revisión de la escena musical de los sesenta Pop Go The Sixties, tocando Ob-La-Di, Ob-La-Da en directo en la retransmisión para la BBC 1 de la Nochevieja de 1969.

### La época Decca
En noviembre de 1969 el grupo firmó para Decca Records por el director de A&R de Decca, Dick Rowe. Bajo un contrato que les permitía escribir y producir sus propias canciones, en su primera sesión de grabación para Decca, grabaron el que sería su mayor éxito mundial.
Llegó al N.º 1 en las listas de Europa (así como estuvo entre los 10 primeros en Estados Unidos y fue N.º 1 en casi toda América Latina), "Reflections of My Life", escrita por Campbell y Ford, incluía a un solo de guitarra ejecutado por Campbell pero con la técnica de mensaje al revés. "Reflections of My Life" ha vendido más de dos millones de copias, y los compositores fueron galardonados con la Special Citation of Achievement en 1998 por la BMI como consecuencia de actuaciones en la radio, más de un millón solo en Estados Unidos.
Otros éxitos del grupo en Reino Unido para Decca incluyen "Rainbow" (N.º 3 - N.º 51 en Estados Unidos) y "My Little One" (N.º 15)., "Cousin Norman" y "Radancer" (ambos llegaron al N.º 6).Su mánager, Peter Walsh, fue un empresario pop entre los años sesenta y setenta cuya cartera incluía a The Tremeloes, Bay City Rollers, Billy Ocean, The Troggs y Blue Mink. Su primer álbum para Decca, Reflections Of The Marmalade, se editó en Estados Unidos bajo el título de Reflections Of My Life por la subsidiaria de Decca London Records. Durante este periodo los sencillos estadounidenses se publicaron también en Londres. Pero el mánager, Walsh, declinó una oferta para girar como teloneros para Three Dog Night, evitando la posibilidad de una mayor repercusión allí.[cita requerida] Para ser justos con Walsh, le preocupó mucho el hecho de que Marmalade habría tenido que pagar una prima sustancial de dólares para hacerlo - una práctica usual en Estados Unidos pero totalmente ajeno a las práticas de gestión que Walsh tenía en Reino Unido.[cita requerida]
Tras la marcha de Junior Campbell, coautor de gran parte del material original con Ford, en marzo de 1971 para seguir su propia carrera en solitario y estudiar orquestación y composición en el Royal College of Music, comenzaron una serie de cambios en la formación, incluyendo la pérdida de su batería, Alan Whitehead.
Marmalade reclutó como guitarrista a Hugh Nicholson, un exmiembro de The Poets, para reemplazar a Campbell, y tras el primer lanzamiento sin Campbell, «Cousin Norman», fue Nicholson el que insistió en echar a Whitehead y cambiarlo por su amigo y colega de The Poets, Dougie Henderson.[cita requerida] Esto causó que el grupo tuviese mala publicidad en el periódico inglés News of the World tras que un agriado Whitehead les diese varias experiencias de la banda con las groupies.
Marmalade editó Songs en noviembre de 1971, con Nicholson acreditado como compositor de muchas de las canciones, que no llegaron a tener más que un éxito limitado. De todas formas, Nicholson escribió dos de sus últimos éxitos, «Cousin Norman» (con los arreglos de Junior Campbell para los instrumentos de viento-metal) y «Radancer», así como el éxito menor «Back on the Road», en el que él canta las voces principales.
Pat Fairley dejó la banda aproximadamente en 1972 para encargarse de la compañía editorial musical del grupo, así como Nicholson, desalentado por el fracaso de su álbum Songs, dejó el grupo en 1973 para formar Blue (no confundir con la boy band posterior con el mismo nombre, Blue). Ford, Knight y Henderson continuaron con Marmalade. Nicholson fue eventualmente reemplazado por Mike Japp, un guitarrista de rock del grupo galés Thank You.
El grupo volvió a EMI donde editó un nuevo sencillo, «Wishing Well». Knight dejó el grupo durante la grabación de su siguiente álbum, Our House Is Rocking (que fue aplazado hasta el Otoño de 1974), y el grupo fue durante un breve periodo un trío, hasta que Joe Breen (ex-Dream Police) se unió como bajista. Evitando tocar muchos de los antiguos éxitos del grupo, la banda cayó lentamente en un parón.

### 1975-1978
En 1975, Knight se unió con el batería original Alan Whitehead para formar 'Vintage Marmalade' con Sandy Newman (voces, guitarra, teclados) y Charlie Smith (guitarra). Se unieron con su viejo mánager, Peter Walsh, para tocar en directo todos sus éxitos y tener una hoja de fechas repleta.
Más tarde en 1975, tras que Ford y los miembros que quedaban diesen el grupo por terminado, Knight y Whitehead recuperaron el nombre de Marmalade con una nueva formación, encabezada por Newman. Firmaron un contrato con Target Records, de Tony Macaulay, y en 1976 consiguieron el que sería su último top 10 con la canción escrita por Macaulay, «Falling Apart at The Seams». Los siguientes sencillos fallaron en las listas. Uno de ellos fue «Talking In Your Sleep», producido por Roger Greenaway y editado en enero de 1978, seis meses después de la versión de Crystal Gayle de la misma canción, por la que fue mundialmente conocida.
Sandy Newman (ex-The Chris McClure Section, 1968-1970) continuó como líder de Marmalade hasta noviembre de 1973, editando los siguientes once sencillos en el Reino Unido (excluyendo reediciones), siete de los cuales se editaron via Target Records, ninguno de los cuales entró en las listas británicas ni estadounidense, y hoy día continua en el circuito nostálgico tocando todo el repertorio exitoso del grupo.
Charlie Smith salió en 1977 para unirse a Nicholson en Blue, y Garth Watt-Roy vino brevemente para el álbum Only Light On My Horizon Now, antes de dejarlo para unirse a los Q-Tips en 1978. Fue reemplazado por el guitarrista Ian Withington, que apareció con Knight, Newman y el nuevo batería Stu Williamson para el siguiente álbum, Doing It All For You (1979).
Alan Whitehead dejó el grupo en 1978 para llevar otros grupos y cantantes pop, cosa que sigue haciendo a día de hoy. Apareció también en la serie de TV de 2010 Take Me Out y poseyó un club de «baile de regazo».[cita requerida]

### Los años siguientes
Charlie Smith volvió en 1980. como batería en esta ocasión. Alan Holmes (voces, guitarras, teclados), miembro fundador del grupo de Bristol Federation, sicedió a Withington. En el álbum de 1980, solo editado en Estados Unidos, Marmalade, para G&P Records, incluía material re-grabado de las épocas en Decca, EMI y Target Records, así como algunas canciones firmadas por Junior Campbell. Otro álbum sin éxito, Heartbreaker, se editó en el Reino Unido en 1982 para la discográfica Spectra. Graham Knight se mantuvo con el grupo girando en el circuito de nostalgia con Newman, Smith y Alan Holmes. En 1982, Glenn Taylor sustituyó a Smith en la batería, si bien Smith volvió de 1989 a 1998, antes que Taylor se convirtiese en miembro permanente. Knight permaneció como único miembro original hasta septiembre de 2010. Dave Dee comenzó a aparecer como cantante invitado en 1987 y grabó un sencillo con el grupo, «Scirocco», en 1989. Siguió haciendo de invitado en los directos, hasta su muerte en 2009.
En abril de 2010, el batería Taylor abandona la formación para unirse a The Fortunes y Knight hace lo propio en septiembre de 2010. Los nuevos integrantes serían Damon Sawyer y el bajista Mike Steed. En 2011, el guitarrista y vocalista John James Newman se unió, haciendo que el grupo volviera a ser un quinteto.
Dean Ford fue uno de los muchos vocalistas principales que contribuyó con The Alan Parsons Project. Su último trabajo en el mundo de la música fue en 1991, en el tiempo que estaba viviendo en Estados Unidos. Retirado de la industria musical, se asentó en Los Ángeles (tras un pequeño periodo en Nueva York) y trabajó como conductor de limusinas. Recientemente ha vuelto a activar su carrera musical, editando un sencillo llamado «Glasgow Road» con Joe Tansin (ex-Badfinger) en 2012.
Pat Fairley tiene a día de hoy un bar llamado Scotland Yard, también en Los Ángeles.
Junior Campbell se convirtió en exitoso músico, compositor de canciones, televisión y películas, productor discográfico y arreglista, y vive en Sussex.
En 2011 se editó Fine Cuts – The Best Of Marmalade para la discográfica Salvo (SALVOMDCD26), un álbum doble que contiene todo el material original de estudio entre 1966 y 1972, incluyendo sus éxitos.

## Integrantes a día de hoy
- Sandy Newman: voces principales, guitarra principal, teclados (1975-presente)
- Alan Holmes: voces, guitarra eléctrica/acústica, teclados (1980-presente)
- Mike Steed: voces, bajo, flauta (2010-presente)
- Damon Sawyer: batería, percusión (2010-presente)
- John James Newman: vocesm guitarra acústica (2011-presente)

En 2013, la formación actual del grupo ha editado su primer álbum de estudio después de 1979. Llamado Penultimate y editado en CD y vinilo, contiene seis nuevas composiciones más re-grabaciones de muchas de sus canciones. El álbum salió a la venta en 4 de octubre de 2013, coincidiendo con el comienzo de su gira británica de 1952.

## Miembros
Banda original
- Patrick Fairley: voces, bajo de 6 cuerdas/guitarras rítmicas (1966-1972)
- William Junior Campbell: voces, guitarras, teclados (1966-1971)
- Dean Ford: voces principales, guitarra, harmónica (1966-1975). Falleció el 31 de diciembre de 2018.
- Raymond Duffy: batería (1966)
- Graham Knight: voces, bajo (1966-1973, 1975-2010)

Otros miembros
- Alan Whitehead: batería (1966-1971, 1975-1978)
- Dougie Henderson: batería (1971-1975)
- Hugh Nicholson: voces, guitarras (1971-1973)
- Joe Breen: voces, bajo (1973-1975)
- Mikel Japp: voces, guitarras (1973-1975; muerto en 2012)
- Sandy Newman: voces principales, guitarra principal, keyboards (Nov 1973-presente) (nacido en 1950)
- Charlie Smith: voces, guitarra (1975-1977; batería 1980-1982 y 1989-1998)
- Ian Withington: voces, guitarra (1978-1980)
- Stu Williamson: batería (1978-1980)
- Garth Watt-Roy: voces, teclados (1977-1978)
- Glenn Taylor: batería (1982-1989; 1998-2010)
- Dave Dee: voces (1987-2009; muerto en 2009)

Miembros de The Gaylords
- Patrick Fairley (1961-1966)
- William Junior Campbell (1961-1966)
- Tommy Frew: batería (1961-1963)
- Billy Johnston: bajo (1961)
- Wattie Rodgers: voces (1961)
- Pat McGovern: guitarras principales (1961)
- Tommy Scott: voces (1961-1963)
- Billy Reid: voces (1961)
- Bill Irving: bajo (1961-1964)
- Davey Hunter: órgano (1963)
- Dean Ford (1963-1966)
- Raymond Duffy (1963-1966)
- Graham Knight (1965-1966)

## Discografía

### Sencillos de Dean Ford and the Gaylords
| Title                                                           | Cat No.         | Release Date      |
| --------------------------------------------------------------- | --------------- | ----------------- |
| "Twenty Miles" + "What's the Matter with Me"                    | Columbia DB7264 | abril de 1960     |
| "Mr Heartbreak's Here Instead" + "I Won't"                      | Columbia DB7402 | noviembre de 1960 |
| "The Name Game" + "That Lonely Feeling"                         | Columbia DB7610 | junio de 1961     |
| "He's a Good Face" (But He's Down and Out)" + "You Know It Too" | Columbia DB7805 | diciembre de 1961 |

### Sencillos de Marmalade
| Año     | Título (Compositor)                                               | UK Singles Chart | US Billboard Hot 100 Chart | US Adult Contemporary |
| ------- | ----------------------------------------------------------------- | ---------------- | -------------------------- | --------------------- |
| 1960    | "It's All Leading up to Saturday Night" (Geoff Stephens)          | –                | –                          | –                     |
| 1961    | "Can't Stop Now" (Kelleher/Fitzpatrick/Wood)                      | –                | –                          | –                     |
| 1962    | "I See the Rain" (William Campbell/Thomas McAleese)               | –                | –                          | –                     |
| 1962    | "Man in a Shop" (William Campbell/Thomas McAleese)                | –                | –                          | –                     |
| 1963    | "Lovin' Things" (Jet Loring/Artie Schroeck)                       | N.º 6            | –                          | –                     |
| 1962    | "Wait for Me Mary-Anne" (Alan Blaikley/Ken Howard)                | N.º 30           | –                          | –                     |
| 1968/69 | "Ob-La-Di, Ob-La-Da" (Lennon/McCartney)                           | N.º 1            | –                          | –                     |
| 1969    | "Baby Make It Soon" (Tony Macaulay)                               | N.º 9            | –                          | –                     |
| 1969    | "Butterfly" (Barry, Robin & Maurice Gibb)                         | –                | –                          | –                     |
| 1969    | "Reflections of My Life" (William Campbell/Thomas McAleese)       | N.º 3            | N.º 10                     | N.º 21                |
| 1970    | "Rainbow" (William Campbell/Thomas McAleese)                      | N.º 3            | N.º 51                     | N.º 7                 |
| 1971    | "My Little One" (William Campbell/Thomas McAleese)                | N.º 15           | –                          | -N.º 31               |
| 1971    | "Cousin Norman" (Hugh Nicholson)                                  | N.º 6            | –                          | –                     |
| 1971    | "Back on the Road" (Hugh Nicholson)                               | N.º 35           | –                          | –                     |
| 1972    | "Radancer" (Hugh Nicholson)                                       | N.º 6            | –                          | –                     |
| 1973    | "The Wishing Well" (Dean Ford)                                    | –                | –                          | –                     |
| 1973    | "Our House Is Rockin'" (Dean Ford/Mike Japp)                      | –                | –                          | –                     |
| 1974    | "Come Back Jo" (Dean Ford/Mike Japp)                              | –                | –                          | –                     |
| 1976    | "Falling Apart at the Seams" (Tony Macaulay)                      | N.º 9            | N.º 49                     | N.º 34                |
| 1976    | "Walking a Tightrope" (Tony Macaulay)                             | –                | –                          | –                     |
| 1976    | "What You Need Is a Miracle" (Sandy Newman)                       | –                | –                          | –                     |
| 1976    | "Hello Baby" (Sandy Newman)                                       | –                | –                          | –                     |
| 1977    | "The Only Light on My Horizon Now" (Tony Macaulay/Geoff Stephens) | –                | –                          | –                     |
| 1977    | "Mystery Has Gone" (Sandy Newman/Graham Knight)                   | –                | –                          | –                     |
| 1978    | "Talking in Your Sleep" (Roger Cook/Bobby Wood)                   | –                | –                          | –                     |
| 1978    | "Heavens Above" (W.A. Newman)                                     | –                | –                          | –                     |
| 1979    | "Made in Germany" (M. O'Brien)                                    | –                | –                          | –                     |
| 1984    | "Heartbreaker" (W.A. Newman)                                      | –                | –                          | –                     |
| 1985    | "Golden Shreds" (Medley of previous hits)                         | –                | –                          | –                     |

### Álbumes de estudio
- Grupo original
- There's a Lot of It About (1968) CBS
- Best Of (1969) CBS
- Reflections of the Marmalade (1970) Decca Records

- Otras formaciones
- Songs (1971) Decca Records
- Our House Is Rocking (1974).
- The Only Light On My Horizon Now (1977).
- ...Doing It All for You (1979).
- Marmalade (US only) (1980).
- Heartbreaker (1982)[16][17]
- Penultimate (2013).